# Balanga (Filipiny)
Balanga, oficjalnie: City of Balanga (fil.: Lungsod ng Balanga) lub Balanga City, miasto w prowincji Bataan w regionie Luzon Środkowy na Filipinach. Jego mieszkańcy nazywani są Balangueños. Park Narodowy Bataan i góra Natib leżą na zachód od miasta.

## Historia
Balanga, stolica Bataanu, była wcześniej visitą, filią misji z Abucayu, zanim stała się samodzielną misją utworzoną przez dominikanów w dniu 21.04.1714, a później ogłoszoną wikariatem pod wezwaniem św. Józefa dnia 18.04.1739. Po ustanowieniu Bataanu jako odrębnej prowincji w 1754 r., Balanga została mianowana stolicą przez generała Pedra Manuela Arandię ze względu na jej korzystne położenie w sercu nowej jednostki terytorialnej.
Słowo balanga pochodzi z języka pampango: „balañga” to gliniany garnek („banga” w tagalog). Miasto było znane z produkcji ceramiki, która należała do najlepszej w kraju.
Balangę w 2000 r. przekształcono z gminy miejskiej w miasto. Dzięki swemu rozwojowi, miasto dotarło do zachodniego skraju drogi Roman Superhighway, a rozwój nowego centrum w baranggayu Tuyo został uwzględniony w Kompleksowym Planie Zagospodarowania (Comprehensive Land Use Plan).
Balanga leży na wjeździe nr 30 na płatną drogę Bataan Provincial Expressway (Roman Superhighway), która łączy prowincję Bataan z innym prowincjami na Środkowym Luzonie.

## Baranggaye
Balanga jest podzielona na 25 baranggayów:
| - Bagumbayan - Cabog-Cabog - Doña Francisca Subdivision - Munting Batangas (Cadre) - Cataning - Central - Cupang Proper - Cupang West - Dangcol (Bernabe) - Ibayo - Malabia - Poblacion Barcenas - Pto. Rivas Ibaba - Pto. Rivas Itaas | - San José - Sibacan - Camacho - Talisay - Tanato - Tenejero - Tortugas - Tuyo - Bagong Silang - Cupang North - Pto. Rivas Lote |